# Вігмунд
Вігмунд (давн-англ. Wigmund; ? —840) — король Мерсії у 839—840 роках.

## Життєпис
Був сином Віглафа, короля Мерсії. Про дату народження нічого невідомо. Замолоду одружився з донькою короля Кеолвульфа I. Став співволодарем разом з батьком, напевне невдовзі після 830 року (початку другого терміну панування Віглафа). Вперше згадується у грамоті Віглафа від 831 року.
У 839 році після смерті батька став королем Мерсії. Втім панування було нетривалим. Він вже на початку 840 року помер від дизентерії. Йому спадкував син Вігстан.

## Родина
Дружина — Ельфледа, донька Кеолвульфа I, короля Мерсії.
Діти:
- Вігстан, король Мерсії